# Pfrillsee
Der Pfrillsee ist der kleinste Badesee der sechs Seen westlich von Kufstein. Der See hat keinen oberirdischen Zufluss, jedoch einen Abfluss – den „Pfrillbach“ – der durch den Kufsteiner Stadtteil Zell fließt und dann unter der Autobahnbrücke in den Inn mündet.

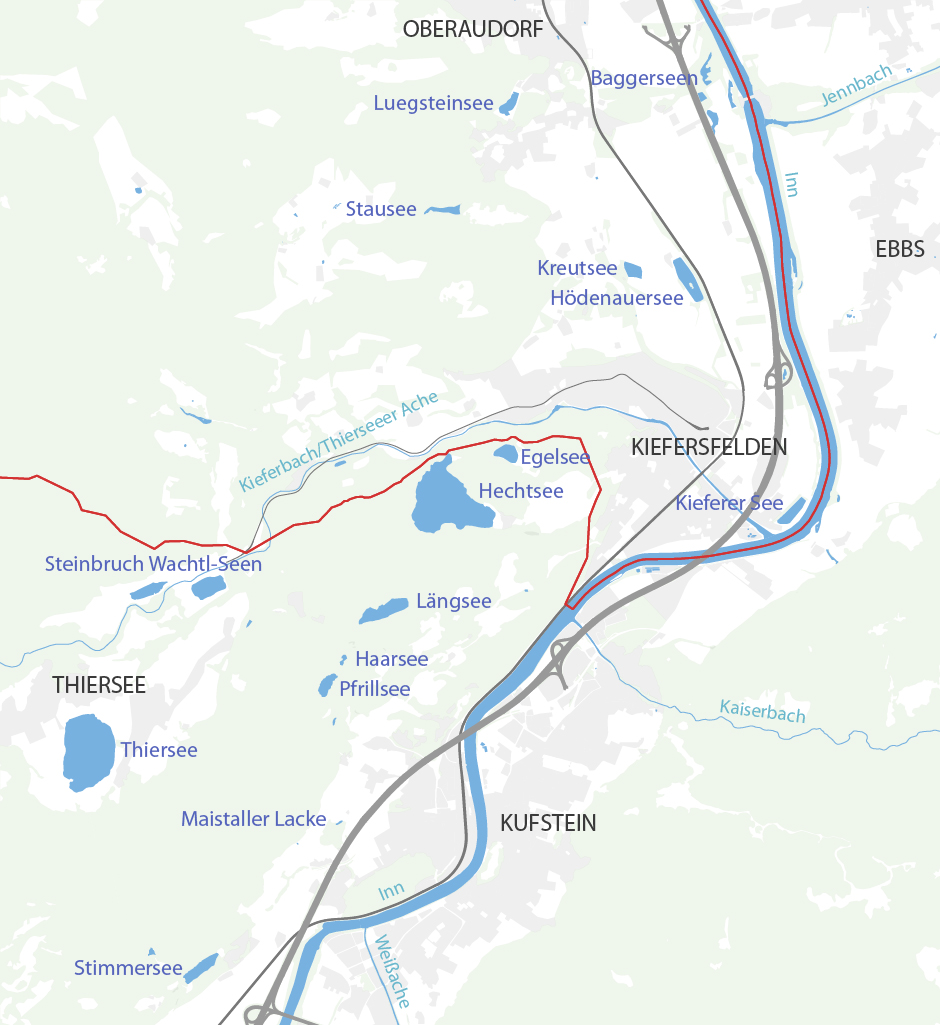
Seen um Kufstein und Kiefersfelden

Der kleine Waldsee ist ein schönes Wanderziel. Wenige Meter neben dem Südufer hat man einen Ausblick über Kufstein.
Die „Thierberg-Seen“ (Pfrillsee, Längsee, Hechtsee, Egelsee) sind tektonische Erscheinungen, kleine Einsturzbecken die möglicherweise durch Hohlräume oder anderen Karstphänomenen begünstigt wurden. Der Inntalgletscher hatte sie allerdings in der letzten Eiszeit ausgeräumt, ausgeschürft und mit Moränenschutt und Schmelzwassersedimenten abgedämmt.
Der Pfrillsee wird an seinem Südende rund einen Meter aufgestaut. Ohne diese Maßnahme wäre der See wohl schon bedeutend kleiner und würde früher oder später verlanden. Der See ist maximal 8 Meter tief und hatte vormals eine kleine Insel in seiner Mitte.
Der Pfrillsee befindet sich in Privatbesitz, steht der Öffentlichkeit aber zur kostenlosen Benutzung zur Verfügung (im Gegensatz zum Stimmersee, Thiersee, Hechtsee).
Ungefähr 100 Meter vor dem See befindet sich ein Schilfteich, der früher „Haarsee“ genannt wurde. Er ist jedoch schon fast verlandet und aufgrund seiner geringen Größe muss er wohl auch eher als Teich denn als See eingestuft werden. Er wurde wahrscheinlich vom Pfrillsee durch einen Felssturz getrennt.